# Medal 100-lecia Białoruskiej Republiki Ludowej
Medal 100-lecia Białoruskiej Republiki Ludowej (biał. Мэдаль да стагодзьдзя БНР) – odznaczenie Rady Białoruskiej Republiki Ludowej (rządu Białorusi na uchodźstwie) ustanowione 23 marca 2018 roku przez Przewodniczącą Rady Iwonkę Surwiłłę z okazji 100. rocznicy proklamowania Białoruskiej Republiki Ludowej.

## Kryteria
Zgodnie ze statutem Medal 100-lecia Białoruskiej Republiki Ludowej nadawany jest za całokształt pracy na polu popularyzacji kultury białoruskiej i języka białoruskiego, obrony niepodległości i suwerenności państwowej Białorusi, a także walki o wolność i demokrację na Białorusi.
Medal jest przyznawany:
- osobom, które wyróżniły się na polu walki o wolność i niepodległość Białorusi,
- wybitnym postaciom życia publicznego i kulturalnego na Białorusi i wśród Białorusinów za granicą,
- cudzoziemcom, którzy przyczynili się do badań nad kulturą białoruską i jej popularyzacji na świecie, a także w inny sposób przyczynili się do realizacji interesów narodowych Białorusi.

## Opis
Medal wykonany jest z brązu, ma okrągły kształt i średnicę 38,61 mm.
Na awersie wytłoczony jest wizerunek herbu Pogoń, pod nim skrzyżowane gałęzie dębu, a wokół rysunku napis РАДА БЕЛАРУСКАЙ НАРОДНАЙ РЭСПУБЛІКІ („Rada Białoruskiej Republiki Ludowej”).
Na rewersie widnieje wytłoczony napis: СТО ГАДОЎ БНР („100 lat BNR”), daty 1918 i 2018, dookoła wieniec laurowy, a u góry krzyż Eufrozyny Połockiej.
Wstążka składa się z pionowych pasów w kolorach nawiązujących do historycznej flagi Białorusi: szeroki biały, wąski czarny, szeroki czerwony, wąski czarny i szeroki biały. Na górze wstążki przymocowana jest brązowa metalowa nakładka z wytłoczonym łacińskim napisem „B.N.R.” (skrót od nazwy Białoruska Republika Ludowa). Szerokość wstążki wynosi 34 mm.
Wraz z Medalem wręczane jest oficjalne świadectwo nadania w języku białoruskim lub białoruskim i angielskim.